# De expugnatione Lyxbonensi
De expugnatione Lyxbonensi (em português Da captura de Lisboa) é uma carta em latim escrita por um cruzado que participou do cerco e conquista de Lisboa em 1147, durante a Segunda Cruzada. A tomada de Lisboa aos mouros foi realizada por uma força conjunta de cruzados oriundos do norte da Europa e portugueses sob comando do rei Afonso Henriques. A carta descreve com riqueza de detalhes as negociações políticas entre o rei e os cruzados estrangeiros, assim como as ações militares que levaram à conquista de Lisboa, sendo a principal fonte histórica da conquista da cidade.

## Autoria
A carta começa com uma fórmula abreviada de saudação: Osb. de Baldr. R. salutem. As ambiguidades do latim medieval fazem com que seja difícil saber quem foi o autor e quem o destinatário. Tradicionalmente a carta é atribuída a Osb. de Baldr. e é dirigida a R.; porém também é possível que tenha sido escrita por R. e dirigida a Osb.. Este Osb. é Osberno (ou Osberto) de Bawdsey (Suffolk). Em 1990 um historiador britânico identificou R. como um presbítero inglês chamado Raul (Raol).
Seja quem for o autor, o importante é que era um cruzado de formação religiosa (um clérigo ou presbítero) oriundo da Inglaterra ou da Normandia, e que foi testemunha ocular dos acontecimentos da tomada de Lisboa aos mouros em 1147. A qualidade do latim empregado por ele e as características do texto indicam que era um homem culto.

## Texto
Na carta, o autor descreve a conquista desde as fases preparatórias até o período imediatamente posterior à tomada da cidade. Os cruzados, oriundos principalmente da Inglaterra, Gales, Normandia, Condado da Flandres, norte da França e Renânia (Alemanha), a caminho da Terra Santa, aportam na cidade do Porto, no norte de Portugal, em junho de 1147. Os cruzados são recebidos pelo bispo do Porto, Pedro Pitões, enviado do rei Afonso Henriques, que tenta convencê-los em ajudar os portugueses na conquista de Lisboa.
O próprio rei português se encontra com os cruzados nos arredores de Lisboa e faz um discurso para convencê-los de participar na conquista da cidade. Também o condestável inglês, Hervey de Glanville, faz um discurso e termina de convencer as tropas. O autor da carta reproduz todos esses discursos, ainda que seja impossível saber com que grau de exatidão. As palavras do bispo e do rei apelam tanto ao espírito da cruzada contra os inimigos muçulmanos, (a Reconquista era considerada parte das Cruzadas) quanto à promessa do saque (pilhagem) da rica cidade de Lisboa. No acordo final o rei também se compromete a que os cruzados que assim desejassem se pudessem estabelecer em terras na região de Lisboa, onde estariam isentos de impostos. O arcebispo de Braga, João Peculiar, dirige um discurso aos lisboetas tentando convencê-los a que se rendam sem luta, mas estes se recusam. Este último discurso é muito interessante por explicitar claramente a justificação moral da Reconquista, ou seja, que os mouros haviam tomado injustamente as terras cristãs durante a invasão muçulmana da península Ibérica no século VIII.
O longo cerco começa em julho de 1147. O autor descreve em detalhe vários momentos de tensão ocorridos nesse período entre os cruzados, causados especialmente pela rivalidade entre os anglo-normandos por um lado e os flamengos e alemães por outro. De maneira geral, o autor anglo-normando descreve de maneira favorável o comportamento dos seus compatriotas e denigre a dos flamengos e alemães. A relação com as tropas portuguesas também é tensa por vezes.
De expugnatione Lyxbonensi também reproduz cartas dos mouros, traduzidas do árabe, interceptadas pelos sitiadores. Numa delas, enviada pelo rei mouro de Évora e destinada aos moradores de Lisboa, o rei eborense recusa-se a ajudá-los na luta contra os cristãos, com a desculpa de não quebrar um acordo de paz que havia feito com Afonso Henriques.
Depois de muito esforço, os sitiadores conseguem derrubar parte dos muros da cidade e constroem uma máquina de cerco - uma torre dotada de ponte -, que debilita enormemente as defesas da cidade, levando finalmente os lisboetas a renderem-se aos cristãos. O acordo de rendição com os mouros é negociado por Fernão Cativo, por parte do rei, e Hervey de Glanville, um dos condestáveis dos anglo-normandos. Desacordos sobre o botim geram mais tensão e mesmo violência entre os cristãos, sendo necessárias novas negociações para acordar a divisão das riquezas da cidade.
Finalmente, no dia 25 de outubro, a cidade é adentrada pelos cruzados. Apesar de que Afonso Henriques ordenou que os habitantes fossem bem tratados, o autor do texto informa que as tropas flamengas e alemãs massacraram a muitos habitantes da cidade sem razão, matando inclusive o bispo moçárabe da Lisboa muçulmana, enquanto que os anglo-normandos comportaram-se com mesura, respeitando os acordos. Já espoliada de seus pertences de valor, a população moura é obrigada a abandonar Lisboa.
Na parte final a carta descreve entre outras coisas a restauração da diocese de Lisboa e a eleição do seu primeiro bispo, o também cruzado Gilberto de Hastings. Também faz referência ao abandono pelos mouros do Castelo de Sintra e do Castelo de Palmela após a conquista de Lisboa.

## Manuscrito
O manuscrito latino da carta conserva-se atualmente no Corpus Christi College da Universidade de Cambridge, na Inglaterra. Várias traduções tanto ao português como ao inglês foram publicadas.